# Рахімгулова Фаузія Абдуллівна
Фаузія Абдуллівна Рахімгулова (башк. Рәхимғолова Фәүзиә Абдулла ҡыҙы; 15 грудня 1921, с. Янурусово Стерлітамацького кантону Башкирської АРСР, нині Ішимбайський район — 21 жовтня 1996, Уфа, похована на батьківщині) — башкирська письменниця і поетеса. Автор 26 поетичних збірок башкирською і російською мовами, серед них: «Березневе сонце» («Март kояшы», 1959), «Чому засміялася чашка?» (1968), «Не турбуйте мої думи» («Уйзарымды булэ курмэгез», 1973), «Співайте, птиці!» («һайрагыз, kоштарым!», 1986) та ін.
Перша книга віршів «Близький друг» («Якын дус») вийшла в 1947 році.
Відома більше як автор творів (вірші, пісні, оповідання) для дітей. За словами відомого письменника і вченого В. Ахмадєєва,
неможливо уявити башкирську дитячу літературу без творів Ф. Рахімгулової. Вона добре знає життя і психологію дітей,
тому дитячі вірші, пісеньки і оповідання, вийшли з-під її пера, відрізняються достовірністю, захопливістю і простотою. Назар Наджмі в есе-зверненні до Фаузії Рахімгулової каже, що їм обом не вдалося раптово спалахнути і горіти яскравим полум'ям, а довелося болісно довго, майже навпомацки дертися по незвіданим стежкам літератури.
Фаузія Рахімгулова, Катіба Кіньябулатова, Рамі Гаріпов і Аніса Тагірова створювали журнал «Башкортостан кызы»

## Трудова діяльність
У роки Другої світової війни працювала на Уфимському моторному заводі.
У 1945-1952 вчителька, завуч Ішеєвської школи.
З 1953 заввідділу редакції журналу «Піонер» (зараз «Аманат»).
У Караїдельській дитячій бібліотеці Фаузія Абдуллівна працювала в 1955-1956 роках.

## Освіта
Рано осиротівши, виховувалася у інтернаті.
У 1938-1941 навчалася в Башкирському педінституті ім. К.А. Тімірязєва.
У 1965-1968 навчалася на Вищих літературних курсах при Спілці письменників СРСР у Москві.

## Нагороди
Заслужений працівник культури Башкирської АРСР (1982, Указ Президії ВР ррфср від 21.01.1982 N 6-2/22 «Про присвоєння почесного звання „Заслужений працівник культури Башкирської АРСР“ Рахімгуловій Ф.А.»).

## Пам'ять
У селі Кіяуково є вулиця Фаузії Рахімгулової
Проходять вечори пам'яті Ф. Рахімгулової, творчі конкурси 